# Georgina Rabassó
Georgina González Rabassó, més coneguda com a Georgina Rabassó (Barcelona, 1983) és una filòsofa, investigadora, comissària d'exposicions i professora universitària catalana.
Llicenciada en Filosofia i postgraduada en Cant, es va doctorar en Filosofia per la Universitat de Barcelona (UB). Rabassó va ser professora d'història de la filosofia a la Universitat de Barcelona (2017-2022), investigadora del Seminari Filosofia i Gènere, d'ADHUC - Centre de Recerca Teoria, Gènere, Sexualitat, del Grup de Recerca Creació i Pensament de les Dones, i de la Càtedra UNESCO Dones, Desenvolupament i Cultures, tots ells a la UB. La seva tesi doctoral sobre la cosmologia d'Hildegarda de Bingen va rebre el Premi Extraordinari de Doctorat i el Premi Rafael Patxot i Jubert (2018) de l'Institut d'Estudis Catalans. Ha dirigit el projecte de recerca El llegat oblidat de Juliana Morell, finançat per la Fundació Mir-Puig, i la seva recerca se centra en la recuperació del pensament de les filòsofes des de l'edat mitjana fins a la primera modernitat. En particular, tracta temes de cosmologia, dialèctica i eròtica i el concepte d'imaginació científica. En relació amb la seva activitat investigadora ha dut a terme estades de recerca a les universitats de Harvard, Berlín, Friburg, Trier i Porto, entre d'altres. A més de dirigir i impartit el cicle 'Dones, creació i espiritualitat a l’Europa medieval', també ha estat comissària de les exposicions Pensadores del s. XII: Hildegarda de Bingen i Herrada de Hohenbourg, i Simone Weil: pensar amb tota l'ànima.
Georgina Rabassó és autora de diverses publicacions, entre les quals destaquen La traducción como conversación espiritual: Juliana Morell (2022), La cosmología onírica, filosófica y política de Christine de Pizan (2022), Medieval Women Reasoners: On Dialectics (2022), Filosofe / pensatrici. Mettere in discussione il canone (amb Rosa Rius Gatell, 2021), Diotima de Mantinea: eròtica i filosofia en la tradició del pensament femení (2020), Atención, contemplación, vacío. Iris Murdoch, lectora de Simone Weil (2016) i El cielo y la tierra en el ‘Hortus deliciarum’ de Herrada de Hohenbourg (2013). Ha publicat el llibre L'univers vivent d'Hildegarda de Bingen. Perspectives filosòfiques (Premi Rafael Patxot i Jubert, 2018) i ha coeditat Spaces of Knowledge: Four Dimensions of Medieval Thought (2014).